# Alves da Costa
Joaquim Alves da Costa Júnior, mais conhecido por Alves da Costa OSE (Lisboa, 26 de maio de 1896 — Lisboa, 2 de março de 1971), foi um ator e encenador português, que se notabilizou no Teatro e Cinema.

## Biografia
Alves da Costa nasceu a 26 de maio de 1896, na Calçada de Santa Catarina, freguesia do Beato, em Lisboa, filho de Joaquim Alves da Costa, natural de Carregal do Sal e de sua mulher, Elvira das Neves Gonçalves, natural de Lisboa, freguesia de Alcântara.
Iniciou a sua atividade ainda jovem, tendo lições de teatro numa escola dirigida por Araújo Pereira. Apesar de já ter participado em algumas peças como ator amador, estreou-se como ator profissional a 22 de novembro de 1922, no Teatro São Carlos, no drama histórico Vasco da Gama, de Silva Tavares, no papel de "Bastião Tamanino", pela mão do ator Alves da Cunha, então empresário daquele teatro e deste então tornou-se uma das figuras cimeiras da cena portuguesa.

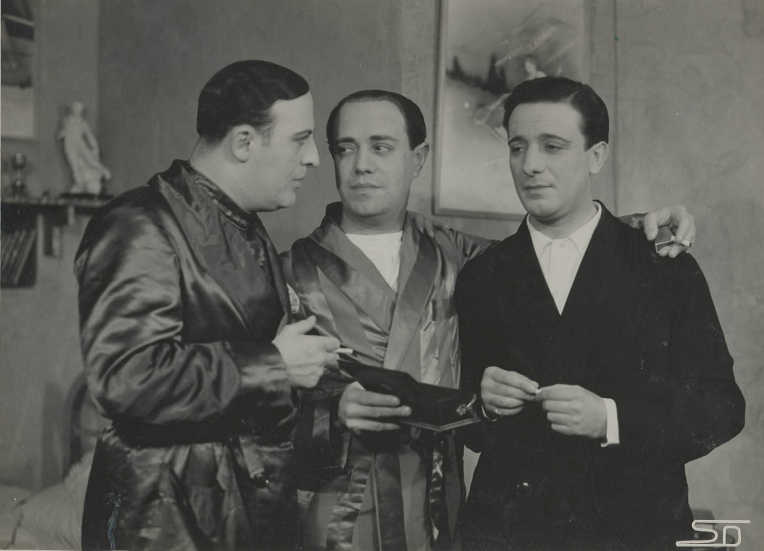
Erico Braga (esquerda), Estêvão Amarante (centro) e Alves da Costa (direita) na peça Uma para três, no Teatro Politeama, em 1934 (Museu Nacional do Teatro e da Dança).

Permaneceu até 1927 sem pertencer a nenhuma companhia teatral, passando pelo Teatro Apolo, Teatro da Trindade e Teatro Joaquim de Almeida, representando peças como Fedora, O turbilhão, A Severa e A rosa enjeitada, ao lado de grandes vultos, como Palmira Bastos. Ainda em 1927, estreia-se no cinema mudo pela mão de Reinaldo Ferreira, tendo, naquele ano, participado em quatro películas, uma longa-metragem e três curtas-metragens: O Táxi 9297, onde representou o personagem "Tenente Hair" e Rita ou Rito?..., Hipnotismo ao Domicílio e Vigário Sport Club, onde foi protagonista. Ainda no mesmo ano, passa pela Companhia Berta de Bívar-Alves da Cunha, representando o personagem "Conde Mauret" na peça A labareda, no Teatro Nacional D. Maria II.
Em 1930 participa no filme A Canção do Berço, de Alberto Cavalcanti. No mesmo ano, participa na peça O pão, o lar e a terra, em cena no Teatro São João do Porto e na peça História do fado, em cena no Teatro Maria Vitória e no Coliseu dos Recreios, com a Companhia Maria das Neves. Em 1931, participa no filme A Dama Que Ri, de Jorge Infante e, integrado na Companhia Estêvão Amarante, participa nas peças O padre cura, O bom ladrão, O doutor da mula ruça e O Pão de Ló, em cena no Teatro Avenida com posterior apresentação no Teatro Sá da Bandeira do Porto. Integra a Companhia Luís Pereira de 1933 a 1935, participando nas peças Alfama, Um para três, Cão de fila, Chapéus modelos e Meu amor é traiçoeiro (um dos seus maiores êxitos), passando por, entre outros, o Teatro Politeama, Teatro Capitólio, Teatro Ginásio e Teatro Carlos Alberto do Porto. Em 1936 forma a sua própria companhia com Ilda Stichini, que teve breve existência, destacando-se a apresentação da peça A prima Tança, escrita por Alice Ogando para o propósito da estreia, ocorrida a 24 de maio no Teatro Ginásio e um digressão às Colónias. Em 1937 participa no seu primeiro filme sonoro: Maria Papoila, de Leitão de Barros, onde representou o personagem "Carlos".

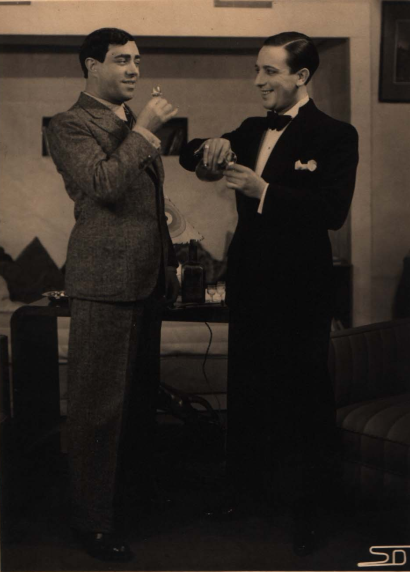
Estêvão Amarante (esquerda) e Alves da Costa (direita) na peça Cão de fila, em 1934 (Museu Nacional do Teatro e da Dança).

De 1937 a 1942 passa pela Companhia de Revistas do Teatro Maria Vitória, Companhia do Teatro da Trindade, Companhia Adelina-Aura Abranches e Empresa António Macedo, representando, entre outras, as peças A senhora da Atalaia, Mamã bonita, Maria Antonieta, O pateta alegre, A abelha-mestra, O preço da verdade e Lisboa 1900, passando por, entre outros, o Teatro Variedades. Em setembro de 1942 funda com a sua companheira Brunilde Júdice, a Companhia Brunilde Júdice-Alves da Costa, que funcionou até julho de 1945 e com a qual se representaram as peças A minha mulher é um homem, A mulher mascarada, O fruto proíbido, Recompensa, A malvada e Se amas, obedece. A partir desta data passa por várias companhias, como a Companhia Rey Colaço-Robles Monteiro, Companhia de Comédias Vasco Santana, Teatro D'Arte de Lisboa, Empresa Vasco Morgado, Empresa Azinhal Abelho, Empresa Laura Alves, Companhia do Teatro Monumental, Companhia Nacional do Teatro, entre outras.

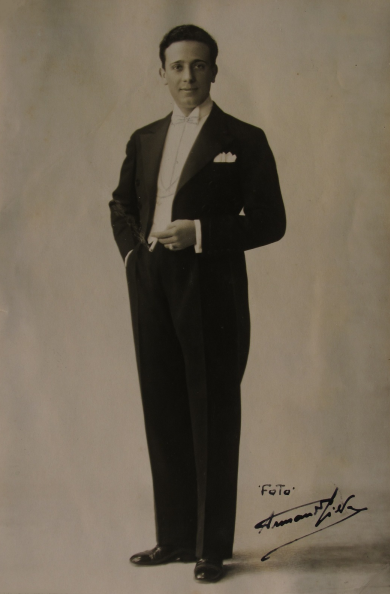
Retrato fotográfico do ator Alves da Costa (Armando Vieira, Biblioteca-Arquivo do Teatro Nacional D. Maria II, década de 1930).

A partir de 1948 participa com mais assiduidade no Cinema Português, tendo, ao todo, participado em 22 filmes. Destacam-se as suas participaçõe em Ribatejo (1949), Cantiga da Rua (1950) e Um Marido Solteiro (1952), de Henrique Campos, Um Dia de Vida (1962), de Augusto Fraga e O Diabo Era Outro (1969), de Constantino Esteves, a sua última aparição na tela portuguesa.
O ator casou a 31 de dezembro de 1949, em Lisboa, com a atriz Brunilde Júdice, com quem vivia há vários anos e de quem tinha uma filha, a poetisa Ada Matilde Emília Júdice Alves da Costa, mais conhecida por Ada Júdice. Foi anteriormente casado com a atriz Fernanda de Sousa, de quem se divorciou.
Tendo atuado em quase todos os teatros das principais cidades de Portugal Continental e Ilhas, em Angola e Moçambique, no Brasil, França e Espanha, Alves da Costa participou em centenas de peças, prefazendo-lhe uma carreira longa e repleta de êxitos, principalmente no género da comédia, revista e opereta. Ao perfazer 45 anos de atividade, a 25 de junho de 1967, é homenageado no Teatro da Trindade, em festa artística, com a peça Todos eram meus filhos, de Arthur Miller, onde desempenhava o papel de "Joe Keller" com assinalável sucesso, o que lhe proporcionou um galardoamento com o Prémio Eduardo Brazão, do SNI. Foi a sua última peça.
A 13 de julho de 1967, foi agraciado com o grau de Oficial da Ordem Militar de Sant'Iago da Espada.
Alves da Costa fez também teatro radiofónico na Rádio Clube e na Emissora Nacional, ao lado de, entre outros, Isabel Wolmar, Carmen Dolores, Rogério Paulo e Paulo Renato. Foi colaborador da revista cinematográfica Movimento (1933-1934) e participou em alguns telefilmes e teleteatro.
Faleceu a 2 de março de 1971, no Hospital de Santa Maria, freguesia do Campo Grande, em Lisboa, vitimado por um enfarte agudo do miocárdio, aos 74 anos de idade. O funeral do ator ocorreu na Igreja de São João de Brito, sendo sepultado no Cemitério de Benfica, em Lisboa.
O seu nome faz parte da toponímia de: Almada (freguesia de Charneca de Caparica), Faro (freguesia de Santa Bárbara de Nexe), Lisboa (freguesia de Nossa Senhora de Fátima, Edital de 26 de março de 1971), Odivelas (freguesia de Ramada), Seixal (freguesia de Fernão Ferro) e Vila do Conde.

## Filmografia
| Ano  | Filme                        | Personagem                 | Referências |
| ---- | ---------------------------- | -------------------------- | ----------- |
| 1927 | O Táxi 9297                  | Tenente Hair               | [ 2 ] [ 3 ] |
| 1927 | Rita ou Rito?...             | Rita/Rito                  | [ 2 ] [ 3 ] |
| 1927 | Hipnotismo ao Domicílio      | Ele                        | [ 2 ] [ 3 ] |
| 1927 | Vigário Sport Club           | Desportista                | [ 2 ] [ 3 ] |
| 1930 | A Canção do Berço            | -                          | [ 2 ] [ 3 ] |
| 1931 | A Dama Que Ri                | -                          | [ 2 ] [ 3 ] |
| 1937 | Maria Papoila                | Carlos                     | [ 2 ] [ 3 ] |
| 1948 | Amanhã Como Hoje             | -                          | [ 2 ] [ 3 ] |
| 1949 | Ribatejo                     | Miguel                     | [ 2 ] [ 3 ] |
| 1950 | Cantiga da Rua               | Costa                      | [ 2 ] [ 3 ] |
| 1952 | Eram Duzentos Irmãos         | Comandante da Escola Naval | [ 2 ] [ 3 ] |
| 1952 | Um Marido Solteiro           | Valentim Seabra            | [ 2 ] [ 3 ] |
| 1953 | Rosa de Alfama               | Malhado                    | [ 2 ] [ 3 ] |
| 1954 | O Cerro dos Enforcados       | D. Afonso de Lara          | [ 2 ] [ 3 ] |
| 1954 | Quando o Mar Galgou a Terra  | Tio João Brás              | [ 2 ] [ 3 ] |
| 1955 | A Nau Catrineta              | -                          | [ 2 ] [ 3 ] |
| 1957 | Perdeu-se um Marido          | Médico-Chefe               | [ 2 ] [ 3 ] |
| 1957 | Dois Dias no Paraíso         | Feitor da Herdade          | [ 2 ] [ 3 ] |
| 1958 | O Homem do Dia               | Mestre Júlio               | [ 2 ] [ 3 ] |
| 1962 | Um Dia de Vida               | João Mendes                | [ 2 ] [ 3 ] |
| 1964 | 9 Rapazes e 1 Cão            | Chefe Cunha                | [ 2 ] [ 3 ] |
| 1968 | O Amor Desceu em Pára-quedas | Professor Morais           | [ 2 ] [ 3 ] |
| 1969 | O Diabo Era Outro            | Pai de Rui                 | [ 2 ] [ 3 ] |

## Televisão
| Ano  | Programa               | Personagem   | Referências |
| ---- | ---------------------- | ------------ | ----------- |
| 1957 | A Ceia dos Cardeais    | Cardeal Rufo | [ 2 ] [ 7 ] |
| 1960 | O Tio Vânia            | -            | [ 2 ] [ 7 ] |
| 1960 | O Desfalque            | -            | [ 2 ] [ 7 ] |
| 1961 | Rei Sebastião          | -            | [ 2 ] [ 7 ] |
| 1962 | O Príncipe de Hamburgo | -            | [ 2 ] [ 7 ] |
| 1963 | Escola de Má Língua    | -            | [ 2 ] [ 7 ] |
| 1964 | A Tentação do Reino    | -            | [ 2 ] [ 7 ] |
| 1964 | O Casamento            | -            | [ 2 ] [ 7 ] |
| 1965 | O Centro do Mundo      | -            | [ 2 ] [ 7 ] |
| 1968 | Dom Duardos            | Julão        | [ 2 ] [ 7 ] |